# Liste von Schiffen mit dem Namen Esmeralda
Esmeralda ist ein Traditionsname für Schiffe der chilenischen Kriegsmarine und Schiffsname etlicher weiterer Schiffe. Der Name ist der spanische Begriff für Smaragd, einem der wertvollsten und entsprechend teuren Edelsteine.

## Schiffsliste
| Bezeichnung | Schiffsart          | Klasse / Typ             | Baujahr  | Bauwerft                 | Eigner          | Dienstzeit | Verbleib         | Bild |
| ----------- | ------------------- | ------------------------ | -------- | ------------------------ | --------------- | ---------- | ---------------- | ---- |
| Esmeralda   | Korvette            | Auxiliarsegler           | 1854     |                          | Armada de Chile |            | gesunken         |      |
| Esmeralda   | Geschützter Kreuzer | Armstrong-Rendel-Kreuzer | 1882     | Armstrong-Whitworth      | Armada de Chile |            |                  |      |
| Esmeralda   | Panzerkreuzer       |                          | 1896     |                          | Armada de Chile | 1896–1929  | 1933 abgebrochen |      |
| Esmeralda   | Segelschulschiff    |                          | bis 1952 | Echevarrieta y Larrinaga | Armada de Chile |            | in Fahrt         |      |
| Esmeralda   | Binnenschiff        | Gütermotorschiff         | 1964     | Bijholt in Foxhol (NL)   |                 |            | in Fahrt         |      |